# Az én könyvem bibliai történetekről
Az én könyvem bibliai történetekről című - elsősorban gyermekeknek szóló - könyvet Jehova Tanúi jogi és kiadói szerve, a Watch Tower Bible and Tract Society of Pennsylvania adta ki angolul 1978-ban My Book of Bible Stories címmel. Magyarul 1982-ben jelent meg. A második kiadás angolul és magyarul egyaránt 2004-ben készült el.

## Használata és terjesztése
Mint neve is jól mutatja, Bibliai történeteket tartalmaz kifejezetten gyermekeknek. Hasonlít egy képes Bibliához, de a szervezet tagjai nem szokták így hívni, hisz ez a Szentírásnak csupán néhány történetét tartalmazza, azt is feldolgozva; gyermekek számára érthetőbbé téve, azaz egyszerű nyelvezettel.
Jehova Tanúi gyakran használják fel ezt a kiadványt gyermekeik Bibliai oktatására. Gyakori, hogy a Tanú családokban a szülők már csecsemő koruktól felolvasnak gyermekeiknek a könyvből, hogy így megszeressék a Bibliát és megismerjék a történetek szereplőit. Maga a Társulat is rendszeresen buzdítja erre a szülőket például az Őrtorony és az Ébredjetek! folyóiratokon keresztül. A könyvben szereplő színes képeken megmutatják a gyermekeknek a szereplőket; sokszor előfordul, hogy még mielőtt a kisgyermek írni-olvasni tudna, már sok történetet tud elmondani fejből, vagy a képek alapján.
Azonban nemcsak gyermekeknek ajánlják a kiadványt. A prédikálószolgálat során komolyabb érdeklődést mutatóknak is szívesen ajánlják, ha a házigazdának nincs jelentősebb ismerete a Bibliáról és annak történeteiről, esetleg ő is felhasználná gyermekei nevelésében. Ilyen esetben egy későbbi alkalommal elviszik a házigazdának az ingyenes könyvet.
Ebben a kiadványban is szerepel a következő szöveg a terjesztésről:
"Ez a kiadvány nem értékesítésre szánt példány. Közreadása részét alkotja az önkéntes adományokból fenntartott világméretű Bibliai oktatómunkának."
Elmondható, hogy ez az alapja a Tanúknál a kisgyermekek Bibliai történetekről való tanításának. A Társulat elsősorban a 0-8 éves korosztálynak ajánlja, 6 éves kortól más egyéb gyermekeknek szóló könyveik is vannak, például a Tanulj a Nagy Tanítótól! című könyv.

## Tartalma
116 Bibliából vett történetet tartalmaz, melyek a Jehova Tanúi által felállított Bibliai kronológia, időszámítás sorrendjében követik egymást, mely bibliatudósok és -kritikusok által többé-kevésbé elfogadott. Sok színes illusztráció található benne; minden fejezet végén megtalálhatóak Bibliára mutató referenciák. Az Ó- és Újszövetség sok fő történetét tartalmazzák a két-három oldalas történetek, köztük a következők:
- Isten teremteni kezd
- Az özönvíz
- Ábrahám, Isten barátja
- Átkelés a Vörös-tengeren
- Jehova Törvényt ad
- Dávid és Góliát
- Kézírás a falon
- Jézus egy istállóban megszületik
- Jézus Királyként jön
- Jézus visszatér az égbe
- Pál Rómában
- Minden gonoszság vége
- A Föld újra paradicsom
- és még sok más történet...

Az első, 1978-as kiadás 256 oldal terjedelmű volt, majd 2005-ben számos javítást hajtottak rajta végre elsősorban a megfelelőbb szóhasználat választásáért; új borítót is kapott és minden fejezet végére kérdéseket szerkesztettek, hogy a gyermekeket ösztönözzék a bibliai történetek megértésére. Ezért ez a kiadás 288 oldalas lett. Az eredeti borító egyszerű, sárga színű volt középen régies betűtípussal a cím. Az újabb kiadás borítóján egy kép látható a gyermek Mózes Nílusból való kiemeléséről, a cím pedig egyszerűbb betűtípussal jelenik meg.
1. ↑  http://wol.jw.org/hu/wol/d/r17/lp-h/102010453?q=az+%C3%A9n+k%C3%B6nyvem+bibliai+t%C3%B6rt%C3%A9netekr%C5%91l&p=par
2. ↑  http://www.jw.org/hu
3. ↑  Ébredjetek! 2011. októberi szám, 32. oldal
4. ↑  A könyv itt elolvasható online.
5. ↑  http://www.jw.org/hu/kiadvanyok/konyvek/?first=24